# Битва при Еспіруту-Санто
Битва при Еспіруту-Санто — збройна сутичка у Центральній Америці, що сталася в 1839 році між федеральними та сепаратистськими військами .  Президент федерації, генерал Франциско Морасан розгромив переважаючі сепаратистські війська під командуванням Франциско Феррера .

## Фон
Консервативні креоли Гватемали , Сальвадору та Гондурасу мали намір відірватися від Центральноамериканської Федерації , яку нав’язали ліберали за підтримки військових можливостей Морасана. Цей рух втілився в партизанську війну під проводом Гватемальського каудільо Рафаель Каррера, якому вдалося нанести кілька поразок федеральним військам, поки не був оточений і поранений осінню 1838, та змушений капітулювати перед Агустіном Гусманом.
На той час від республіки вже відділилися Нікарагуа, Коста-Рика і Гондурас, тому Морасан був змушений пощадити Карреру, щоб уникнути селянського повстання і відділення Гватемали; та залишити його військовим начальником Міти, але без зброї. Потім Каррера отримав запрошення від генерала Франсіско Феррери на нараду в Гондурасі, де Феррера дав Каррері тисячу англійської зброї, і вони погодилися здійснити державний переворот проти Карлоса Салазара Кастро в Гватемалі та відновити на посаді Маріано Рівера Паса, в той час як Феррера атакуватиме Морасан на іншому фронті.
23 лютого 1839 року союзні війська з Нікарагуа та Гондурасу мобілізували 1200 військ на територію Сальвадору, перетнувши кордон. Тімотео Менендес, який перебував на другому терміні на посаді глави сальвадорської держави, призначив генерала Франсіско Моразана командувачем зброєю сальвадорської армії, який привів сімсот чоловік для битви Святого Духа в Корінто. 

## Битва
Збройний бій відбувся між 5 і 6 квітня 1839 р. Сальвадорські війська перемогли в боротьбі союзні війська Нікарагуа та Гондурасу. Щонайменше двісті солдатів гондурасських і нікарагуанських військ загинули на полі бою, а з боку Сальвадору було близько тридцяти втрат. Гондурасо-нікарагуанська армія перервала відхід і рушила до території Гондурасу, переслідувана сальвадорськими військами.
Поки війська Морасана були зайняті в Корінто, Каррера захопив Гватемала-Сіті без жодного пострілу, а Салазар і ліберальні лідери,  захопленням каудильйо, втекли через дахи, а потім дісталися кордону, замасковані селянами.  

## Наслідки
5 червня 1839 року тимчасовий президент Гондурасу, адвокат Хосе Марія Герреро де Аркос і Моліна , доручив адвокату Хусто Вісенте Хосе де Еррера і Діас дель Валле як представника Гондурасу перед президентом Сальвадору Антоніо Хосе Каньясом підписати «Мирний договір», який був ратифікований і підписаний Хосе Мігелем Монтойя від імені сальвадорців і тим самим адвокатом Хусто Вісенте Хосе де Еррера від імені гондурасців. 
9 серпня призначений тимчасовий президент Маріано Гарріго подав заяву про відставку разом із полковником Андресом Бріто , командуючим зброєю в столиці Гондурасу, залишивши державу без голови. Через кілька днів, 24 серпня 1839 року, союзні війська генерала Хосе Тринідада Кабаньяса прибули до міста Комаягуа — тодішньої столиці Гондурасу — і захопили його без найменшого опору після того, як зайняли Тегусігальпу. 
В вересні Фарерра зібравши 2000 чоловік знову вторгнувся в Сальвадор, але 25 числа був розгромлений Морасаном в битві при Сан-Педро-Перулапані і поранений змушений тікати в Нікарагуа. 